# František Dřížďal
František Dřížďal (8 agosto 1978) è un ex calciatore ceco, di ruolo difensore.